# Syndrom
Syndrom, flera samtidigt uppträdande fenomen, vilka sammantagna ger en bild av ett bakomliggande förhållande eller förlopp. Efter att ursprungligen ha använts framförallt inom medicin har uttrycket sedan överförts i åtskilliga andra sammanhang.
Inom medicinen betecknar syndrom en bestämd kombination av avvikelser eller symtom som tenderar att uppträda tillsammans och som sammantaget pekar mot en viss diagnos.